# Pat Moss-Carlsson
Pour les articles homonymes, voir Moss et Carlsson.
Pat Moss-Carlsson (née Patricia Ann Moss, le 27 décembre 1934 - morte le 14 octobre 2008) était une pilote de rallye britannique. Dans les années 1950 et 1960, elle était une des rares femmes pilotes à s'exprimer au plus haut niveau de sa discipline. Elle est également célèbre pour être la sœur de Stirling Moss, une des stars de la Formule 1.

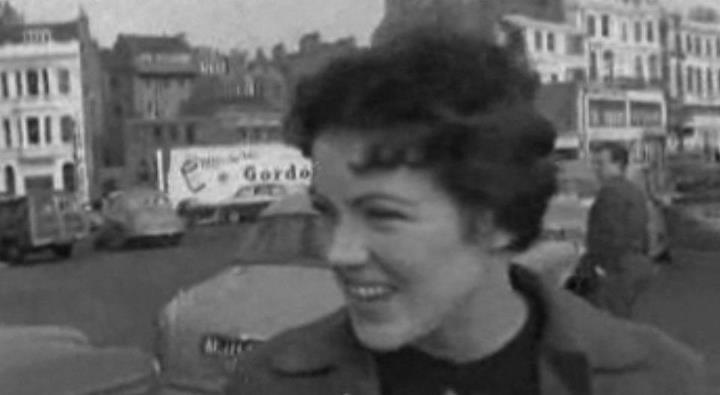
Pat Moss-Carlsson.

## Biographie
Pat Moss voit le jour au sein d'une famille aisée et passionnée de sport automobile. Son père Alfred Moss, qui exerce la profession de dentiste, a effectué une modeste carrière de pilote amateur et a même participé aux 500 miles d'Indianapolis en 1924. Sa mère a également participé à diverses épreuves de maniabilité au niveau régional. À la fin des années 1940, la place du sport automobile dans la famille Moss prend une place encore plus importante avec les débuts en compétition de Stirling, le frère ainé de Pat.
Aux voitures, Pat Moss préfère dans un premier temps les concours hippiques et intègre même l'équipe britannique. Mais rapidement, elle commence à lorgner du côté du sport automobile et participe en 1953 à ses premiers rallyes, en tant que copilote de Ken Gregory, le manager de son frère. À partir de 1955, tandis que Stirling remporte ses premiers succès en Formule 1, elle passe derrière le volant et ne tarde pas à attiser la convoitise des équipes officielles, aidée il est vrai par la notoriété de son frère. En 1958, plusieurs performances notables (dont deux 4e place au RAC Rallye et au Rallye Liège-Rome-Liège) lui permettent de remporter le premier de ses cinq titres de championne d'Europe des rallyes féminine. En 1959, elle termine seconde du rallye d'Allemagne, sur Austin-Healey 3000. En 1960, elle décroche son premier grand succès, lors du Liège-Rome-Liège au volant d'une Healey. Plusieurs performances de haut niveau suivront : des victoires au Rallye des Tulipes, au Rallye d'Allemagne (alors nommé rallye de Baden-Baden) et au Rallye Audi Sport en 1962, le tout sur une BMC Mini Cooper, ainsi que des podiums au rallye des Alpes (2e en 1960), au RAC Rally (1962), au Safari Rally (1962), au Monte Carlo (1965).
En 1963, elle épouse le rallyman suédois Erik Carlsson avec lequel elle coécrira le livre L'Art et la Technique du pilotage. La naissance de sa fille Suzy en 1969 l'amène à renoncer progressivement à la compétition, mais elle continuera de piloter épisodiquement jusqu'au début des années 1970.
Elle a remporté à 8 reprises la Coupe des dames du rallye Monte-Carlo, ce qui constitue un record (1959, 1960, 1962, 1964, 1965, 1968, 1969, et 1972) (dont 3 avec Ann Wisdom épouse Morris, et 3 autres avec Elizabeth Nystrom), et à 8 reprises également celle du RAC Rally (1959, 1960, 1962, 1963, 1964, 1965, 1966, et 1967). Celle du rallye des Tulipes est obtenue en 1967.